# Сеуль
Сеуль — река в России, протекает по территории Ханты-Мансийского района в Ханты-Мансийском АО. Устье реки находится в 25 км от устья протоки Горной. Длина реки составляет 254 км, площадь водосборного бассейна — 3780 км².

## Притоки
(указано расстояние от устья)
- 5 км: река без названия
- 22 км: Хошмьяга
- Хотым
- 32 км: Поттым
- Анатьяга
- Айяга
- Нижний
- 114 км: Щучья
- 140 км: Васпухоль
- 152 км: Масьях
- 167 км: Мысъях
- 198 км: Иньхутымъяга
- 199 км: река без названия
- 213 км: река без названия
- 229 км: Кунгъяга
- 230 км: Сохол

## Данные водного реестра
По данным государственного водного реестра России относится к Нижнеобскому бассейновому округу, водохозяйственный участок реки — Обь от впадения Иртыша до впадения реки Северная Сосьва, речной подбассейн реки — бассейны притока Оби от Иртыша до впадения Северной Сосьвы. Речной бассейн реки — (Нижняя) Обь от впадения Иртыша.